# اوله ایلین
اوله ایلین (اوکراینی: Олег Андрійович Ільїн؛ زادهٔ ۸ ژوئن ۱۹۹۷) بازیکن فوتبال اهل اوکراین است.
از باشگاه‌هایی که در آن بازی کرده‌است می‌توان به باشگاه فوتبال دنیپرو اشاره کرد.